# Aphanostephus
Aphanostephus là một chi thực vật có hoa trong họ Cúc (Asteraceae).

## Loài
Chi Aphanostephus gồm các loài: